# Tyrrell Racing

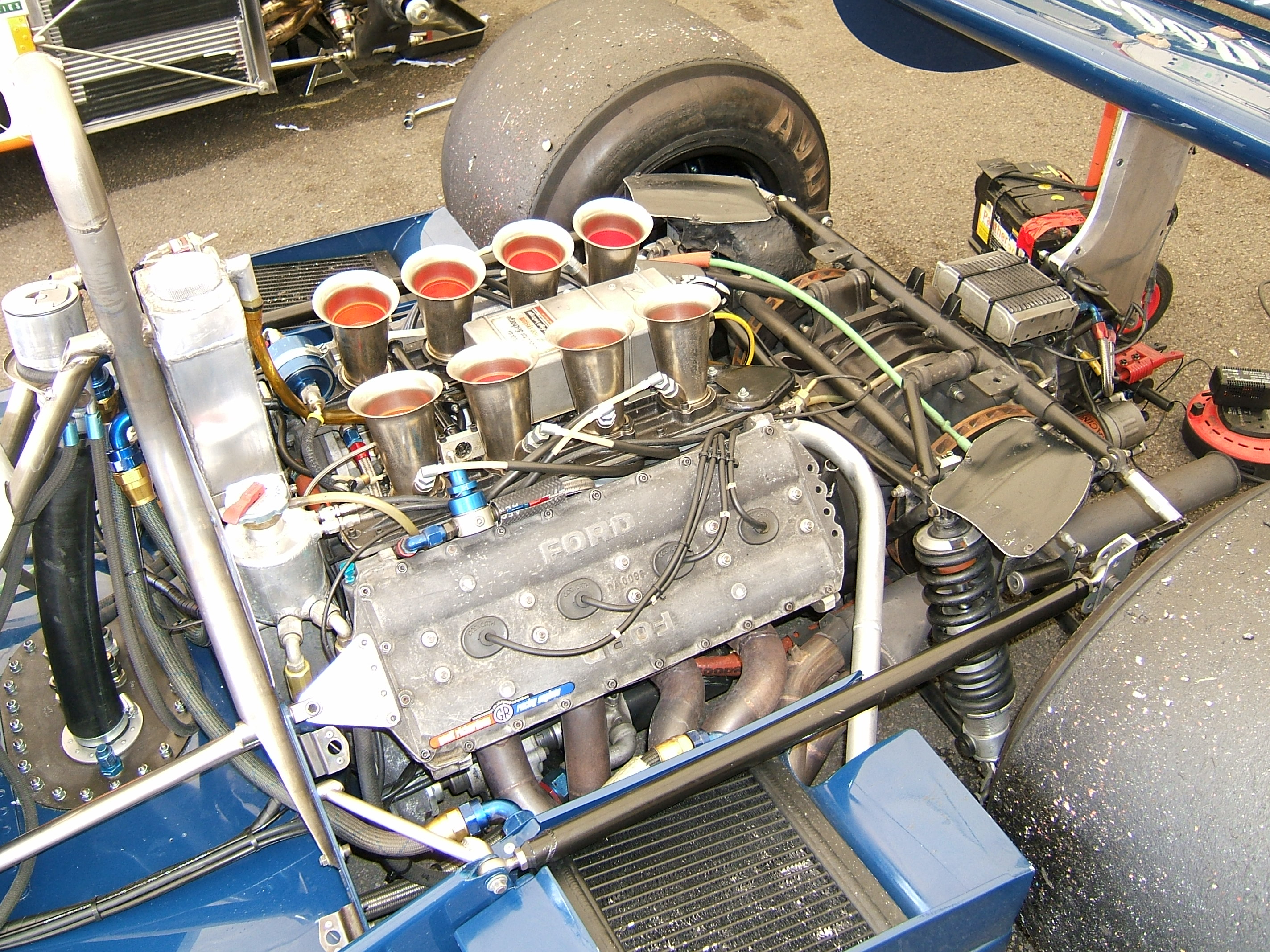
El clásico motor DFV: combinación de caja de cambios Hewland, montado en la parte trasera de un Tyrrell 008 (1978).

Tyrrell Racing fue un equipo de automovilismo que participó en Fórmula 1 entre los años 1970 y 1998. Su fundador fue Ken Tyrrell, tuvo en sus filas a corredores de la talla de Jackie Stewart, François Cevert, Jody Scheckter, Patrick Depailler, Didier Pironi y Michele Alboreto. La escudería ganó tres mundiales de pilotos (1969, 1971 y 1973) y uno de constructores (1971).

## Historia
El equipo se inició en la categoría de Fórmula 3 y Fórmula Junior. En sus equipos debutaron corredores como John Surtees y Jacky Ickx. En 1968, forjan una alianza con el constructor Ford y al año siguiente Jackie Stewart gana el Campeonato de Fórmula 1 con vehículos Matra-Ford (motores de Cosworth)..
Después de probarlo en las últimas tres carreras de 1970 sin grandes resultados, en 1971 utilizan su primer vehículo para Fórmula 1, el Tyrrell 001 con el que ganaron el campeonato de pilotos y de constructores de ese año, con los pilotos Jackie Stewart y François Cevert.  En 1973 los pilotos del equipo quedan primero y segundo, pero el 6 de octubre de 1973, Cevert muere durante las prácticas del Gran Premio de los Estados Unidos. Ese año también se retiró Stewart y Tyrrell ya no tuvo nuevas oportunidades de optar por el título, si bien obtuvo resultados intermedios durante el resto de los años 1970. En 1976, el equipo logró una victoria en el  Gran Premio de Suecia con su modelo P34 de 6 ruedas.
A partir de 1977, con la aparición de los motores turbo, los equipos con motores atmosféricos quedaron rezagados hasta mediados de los 80.
La última victoria del equipo la obtuvo Michele Alboreto en el Gran Premio del este de los Estados Unidos de 1983.

### Penalización
En 1984 la FIA descubrió que la escudería británica había estado compitiendo durante toda la temporada con un peso inferior al permitido. Tras descubrirse el fraude el 24 de junio de 1984 durante el Gran Premio de los Estados Unidos celebrado en Detroit, el equipo fue expulsado del campeonato de Fórmula 1 y todos sus resultados de esa temporada fueron anulados. 
La técnica que utilizaron para burlar el reglamento consistía en la introducción de pequeñas bolas de plomo mezcladas con el combustible. Estas bolas servían para sumar peso y así alcanzar el peso mínimo establecido por el reglamento.
De modo que Tyrrell corría toda la carrera con un peso inferior al permitido y en la fase final de la carrera, ejecutaban una última parada en boxes donde introducían estas bolas de plomo al repostar, por lo que solo corrían las últimas vueltas de la carrera con el peso establecido como mínimo, debido a que es al final de cada carrera cuando se pesan los vehículos.
Para la siguiente temporada, la de 1985, se les permitió volver a la competición, pero con la seria amenaza de la FIA de que, de repetirse, serían excluidos de por vida.

### Epílogo
El equipo siguió participando en Fórmula 1 hasta finales de los años 1990 y en 1998 fue adquirido por British American Tobacco. A partir de entonces el equipo fue rebautizado como British American Racing (BAR). La última carrera de Tyrrell fue el Gran Premio de Japón de 1998.

### Legado
El equipo BAR, a su vez, fue vendido en 2005 a Honda que fundó Honda F1 Team, que abandonó Fórmula 1 en 2008 y vendió de nuevo el equipo a Ross Brawn, que lo renombró a Brawn GP, utilizando motores Mercedes-Benz, con los que consiguió el título de pilotos y constructores en el año 2009. En 2010, Ross Brawn vendió el equipo a Mercedes-Benz, que lo renombró como Mercedes GP. Esta última estructura fue plenamente absorbida por Mercedes-Benz en 2012, convirtiéndose en Mercedes AMG Petronas F1 Team, equipo multicampeón de constructores de Fórmula 1 entre 2014 y 2021.

### Numeraciones
Debido a que anterior al campeonato de 1973, la numeración de pilotos estaba basada en los resultados obtenidos en el campeonato de pilotos, a partir del campeonato de 1974 se dispuso el ordenamiento de pilotos y equipos de a números pares, tomando como parámetro los resultados del campeonato de pilotos de 1973. Al mismo tiempo, esta numeración se mantuvo fija a lo largo de los años hasta la temporada 1995, tomándose en cuenta además, la decisión de dejar los dorsales "1-2" como rotativos, para identificar al piloto campeón y a su escudero, permitiendo que los mismos fuesen intercambiados con la escudería que en la temporada anterior haya fichado al campeón saliente. Por esta razón y tras haber quedado segunda en el campeonato de constructores de 1973 y no haber obtenido nuevamente un título hasta la temporada 1995, Tyrrell se mantuvo compitiendo con los números 3 y 4, siendo el par numérico que más tiempo se mantuvo sin alterarse en ese período. A partir de la temporada 1996, el equipo comenzó a adoptar sus dorsales correspondientes por posición en el campeonato de constructores, hasta su desaparición tras la temporada 1998.

## Monoplazas

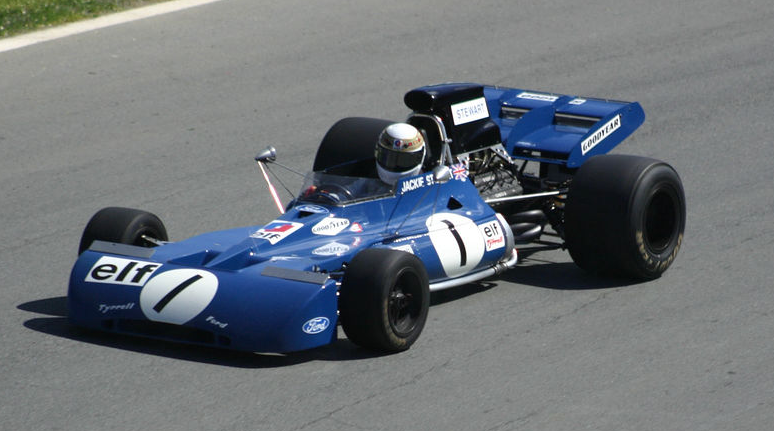
Tyrrell 003, campeón de constructores y pilotos de la temporada 1971.
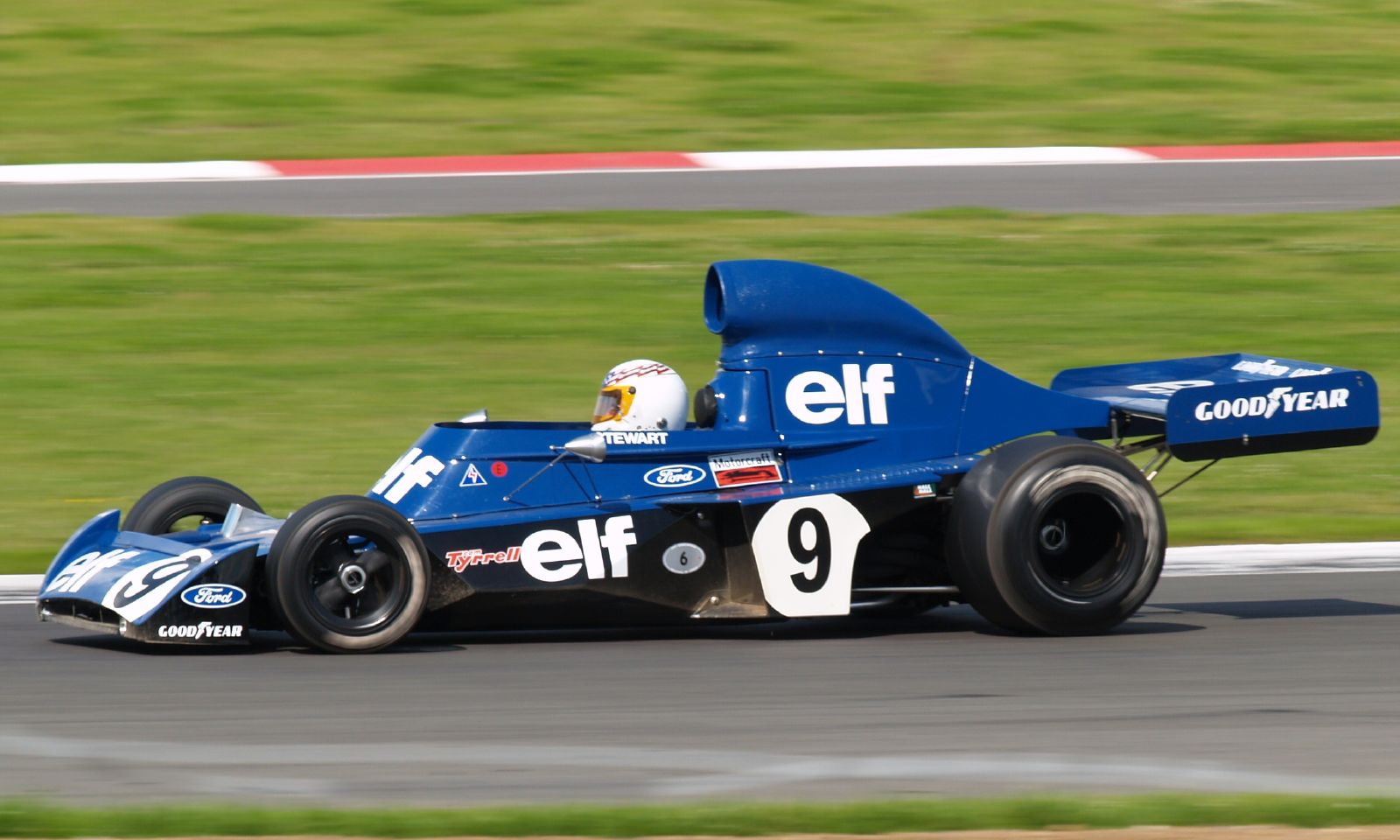
Tyrrell 006, campeón de pilotos de la temporada 1973.
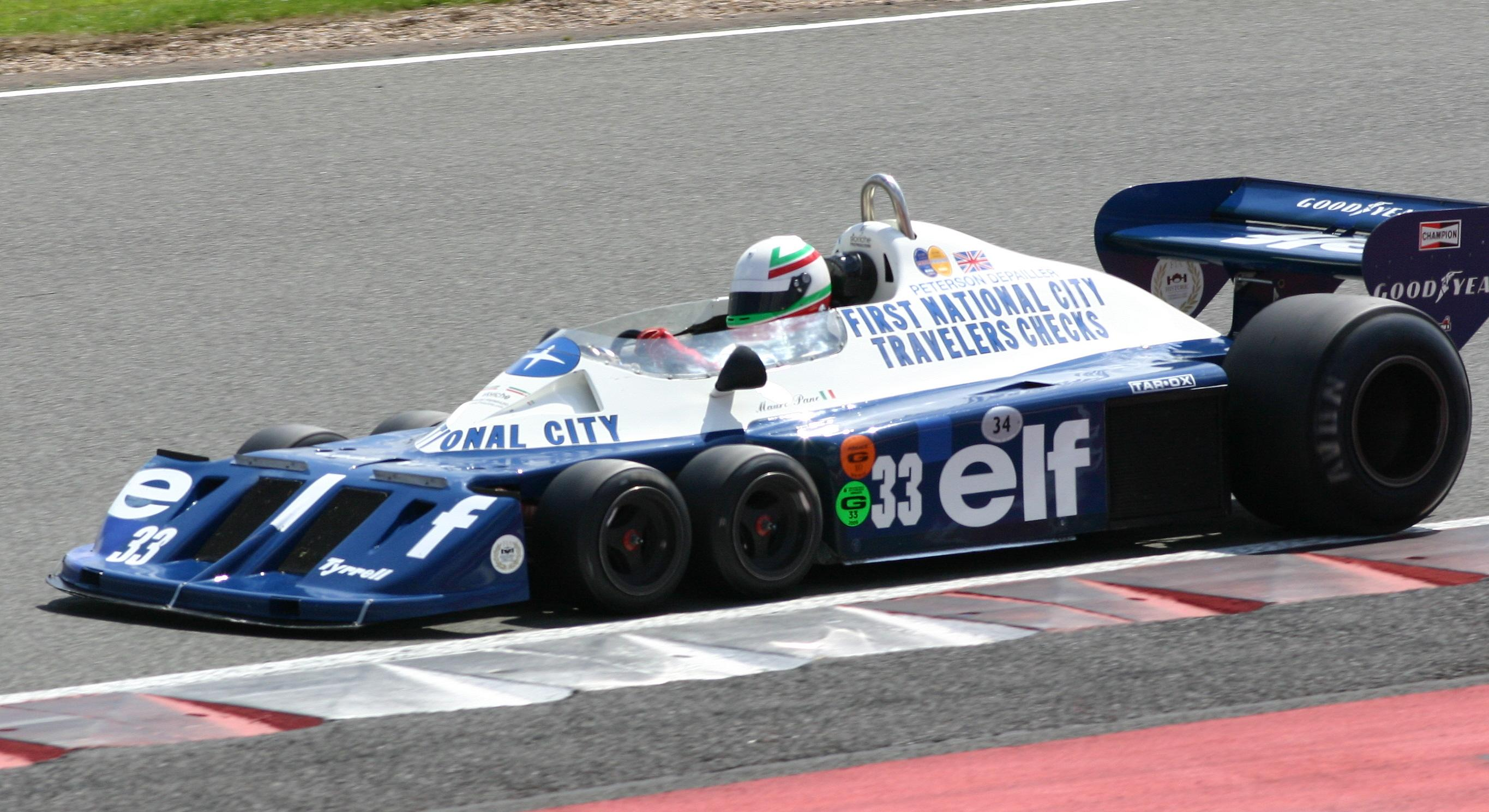
Tyrrell P34, revolucionario por sus 3 pares de neumáticos.
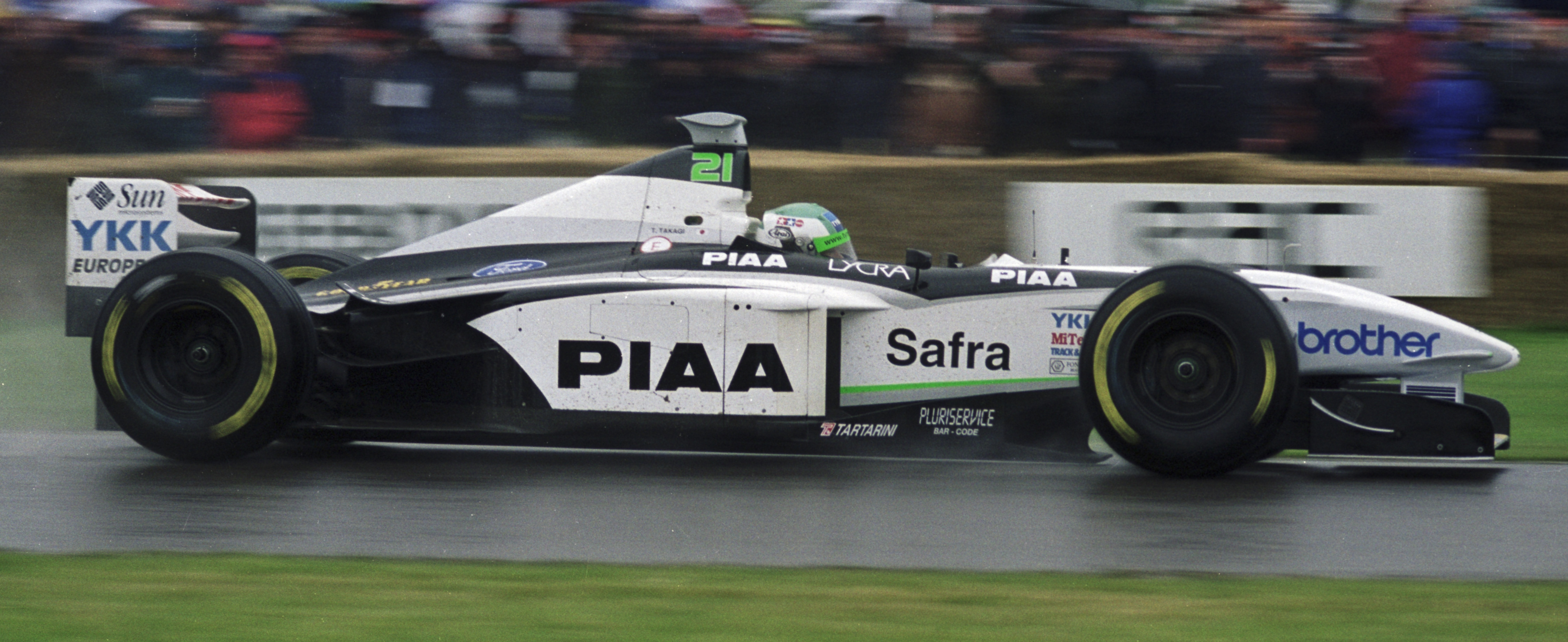
Tyrrell 026, que cerró la historia de Tyrrell en Fórmula 1.

## Palmarés

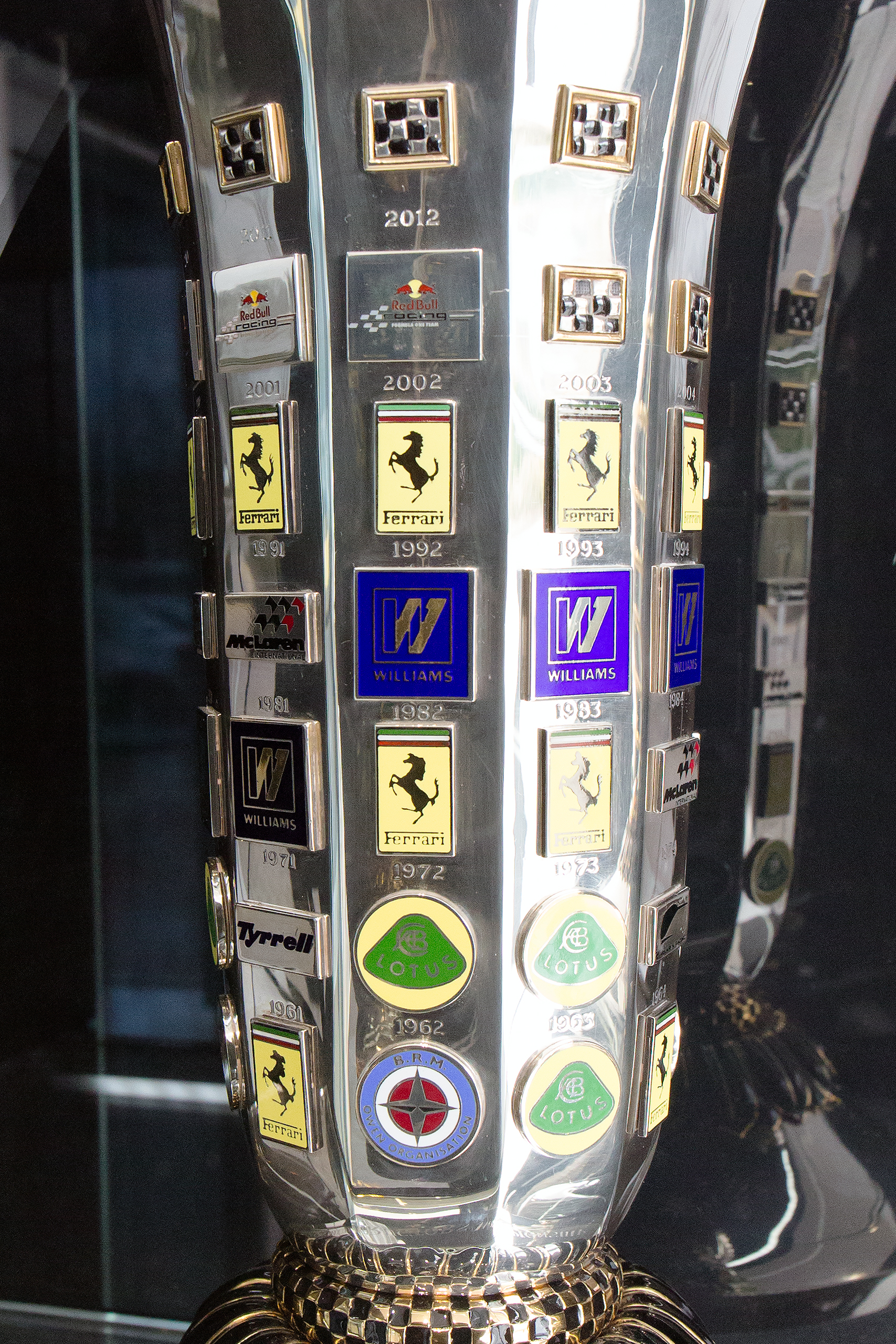
Trofeo del campeonato mundial de constructores de Fórmula 1. Se aprecian el título del equipo de 1971 de Tyrrell

- Campeonato Mundial de Constructores de Fórmula 1 (1): 1971.[3]
- Campeonato Mundial de Pilotos de Fórmula 1 (2): 1971 (Jackie Stewart), 1973 (Jackie Stewart).[4]